# Pleurobrachia pileus
Pleurobrachia pileus е дребно гребенесто, разпространено в Тексас, Флорида и Черно море. Видът е описан за първи път от О. Мюлер през 1766 г. в САЩ. Класифицира се като зоомикропланктон. Храни се с други представители на зоомикропланктона, а той от своя страна е храна за дребни риби. Прекарва целия си живот в горния епепелагичен слой. Размножава се хемофродитно с външно оплождане.